# Migracije Hrvata pred Turcima
Za vrijeme višestoljetnih hrvatsko-turskih ratova (15. – 17. stoljeće) mnogi krajevi su opustjeli, a mnogi ljudi promijenili mjesto boravišta. Osnovni selidbeni smjerovi bili su Sjeverni smjer iseljavanja - Donja Austrija, Moravska, zapadna i gornja Ugarska pa sve do podbrežja Bijelih Karpata; Južni - preko Jadrana na Apeninski poluotok; Zapadni smjer iseljavanja - Istra i granični predjeli habsburške pokrajine Kranjske.
Najznačajnije migracije su bile sljedeće:
- iz Pounja na zapadne granice Hrvatsko-ugarskog kraljevstva (Gradišće, područje donje Sutle i Prekokuplje) Seoba Pounjaca u Gradišće i na Donju Sutlu što je dovelo do razvoja gradišćanskohrvatskih govora i kajkavizirane ikavice. U ovo skupinu su spadali i Hrvati u Moravskoj (govori slični govorima Haca i Poljanaca, međutim oni danas više ne postoje).

Seobe u Prekokuplje su dovele do izmjena u prigorskom dijalektu.
- iz biokovsko-cetinske zagore i donjeg Huma (okolica Ljubuškog) u Molise i preko Zadra u jugozapadnu Istru, kao i sa sjevera dalmacije u sjeverozapadnu Istru Seoba iz Zagore i Huma u Molise i zapad Istre što je dovelo do razvoja jugozapadnog istarskog dijalekta i govora moliških Hrvata.
- iz Like na otoke Kvarnera i Istru Seoba primorskog poddijalekta srednjočakavskog iz Like na Kvarner i Istru što je dovelo do jačeg razvitka primorskog poddijalekta srednjočakavskog.
- iz južne Slavonije i sjeverne Bosne u Podunavlje i Podravinu, iz Završja i gornjeg Vrbasa u Cetinsku krajinu (iz Livanjskog kraja 1684. – 1687. i iz Rame u Cetinsku krajinu 1687.), Pounje i enklave u Turskoj Hrvatskoj, iz istočne Bosne u Baranju, Viroviticu i Kostajnicu Pojednostavljene seobe šćakavaca iz regija jezgre na sjever i zapad što dovodi do drugačijeg razvitka (daljne štokavizacije prethodno kajkavsko-šćakavskog) Slavonskog, kao i promjene u ostalim šćakavicama i govorima Šokaca
- iz zapadne Hercegovine, sjevera zapadnohumskog dijalekta u Liku i na sjever Bačke Seoba sjevernog poddijalekta zapadnohumskog iz Hercegovine u Liku i Bačku. To su govori današnjih Hrvata Bunjevaca, koji su se do duboko u 19., pa i u 20. stoljeće sami nazivali Dalmatincima. Ističu se seobe 1610. i 1687. godine.
- zadnja velika migracija koju je vrijedno spomenuti sadrži kretanje ljudi iz Poneretlja u kojem se koristila ikavsko-jekavska štokavica, koja je graničila s dubrovačkom jekavicom (a kasnije ju i apsorbirala) sve do Žumberka i Bele Krajine, raspoređena manje-više uz granicu hrvatskog prostora s Turcima. Seoba novoštokavske jekavice iz Neretvanskog kraja na prostore uz hrvatsku granicu
- S ovim je seobama u svezi Seoba Hrvata iz Pokuplja, Turopolja i Banovine u Banat koncem 18. i početkom 19. st., kad su u doba osmanskog povlačenja, radi strateškog osiguravanja novooslobođenih područja pouzdanim stanovništvom, Hrvati naseljeni u te krajeve.

Radi migracija se mijenja i dijalektalno stanje.
Nastaju novi dijalekti;
- kajkavski ikavski (kajkaviziran originalno južnočakavski i šćakavski ikavski)- donjosutlanski
- čakavski nešćakavski ikavski(čakaviziran originalno štakavski ikavski)-jugozapadni istarski

Mijenja se razvitak pojedinih dijalekata;
- Slavonski se dodatno štokavizira (originalno prijelazni kajkavsko-šćakavski)
- Dubrovački gubi svoje posebnosti te se uklapa u novoštokavsku jekavicu
- Novoštokavski ikavski se objedinjuju
- Svi zapadnoštokavski gube neke od razlikovnih isoglosa prema istočnoštokavskima
- Goranski od originalno kajkavsko(prigorski)-čakavsko(srednječakavski)-dolenjskog prijelaza se radi doseljavanja ljudi s područja Dolenjske približava kranjskim govorima
- Govornici srednječakavskog utječu na prigorski (kajkaviziraju se i uklapaju u taj dijalekt), pri čemu su najviše značajni prijelazni govori Ozlja i njihov utjecaj na Ozaljski književni krug)